# Watchguard
WatchGuard Technologies ist ein Anbieter von Internetsicherheitslösungen mit Sitz in Seattle (USA). Bekannt wurde WatchGuard durch ihre Firewall und VPN-Lösung für kleine und mittelständische Unternehmen.
WatchGuard ist einer der Pioniere im Bereich des Unified Threat Management und hat den Begriff Extensible Threat Management 'XTM' für ihre Produkte kreiert.

## Geschichte
WatchGuard Technologies wurde im Februar 1996 von Christopher Slatt und Steven Moore unter dem Namen Seattle Software Labs gegründet. Im März 1996 wurden die Mazama Software Labs und deren Leiter David Bonn übernommen, ein Entwickler von Firewall-Lösungen auf Linux-Basis. Aus diesem Zusammenschluss entstand der erste Prototyp des Unternehmens, die Firewall-Appliance Firebox. Sie wurde im September 1996 im Magazin Network Computing vorgestellt. Nur zwei Monate später wurde das erste Serienmodell vorgestellt, die Firebox 10. Mit der Firebox 10 stieg der Umsatz des Unternehmens von 331.000 US$ im Jahr 1996 auf 5,1 Millionen US-Dollar im Jahr 1997.
Anfang 1997 wurde das Unternehmen nach dem Einstieg mehrerer Venture-Capital-Geber in WatchGuard Technologies umbenannt. 1999 ging Watchguard an die US-amerikanische Technologiebörse NASDAQ, die Aktien notierten unter dem Wertpapiersymbol WGRD. Im Oktober 2006 übernahmen die Beteiligungsgesellschaften Francisco Partners und Vector Capital das Unternehmen für 151 Millionen US-Dollar und nahmen es von der Börse. Zum Juni 2020 übernahm Watchguard das spanische Sicherheitssoftwareunternehmen Panda Security.

## Sicherheitslücke
In den Watchguard-Firewalls wurde im Juni 2021 eine Sicherheitslücke geschlossen. Allerdings hatten nicht alle Kunden die Lücke gepatcht. Daher entdeckte man zeitgleich zum Ukrainischen Einfall der Russischen Streitkräfte eine Malware namens Cyclops Blink, welche die Sicherheitslücke in der Firewall ausnutzt.  Vermutet wird, dass diese Malware von der Russischen Gruppe Sandworm genutzt wird. Eine Anleitung zur Entfernung der Schadsoftware wurde von Watchguard zur Verfügung gestellt.